# 汤姆·德穆尔
湯姆·迪梅爾（Tom De Mul，1986年3月4日—）是一名比利時足球運動員，擔任右中場。曾效力荷甲球隊阿積士。
迪梅爾入選了比利時國奧隊參加2008年北京奧運。
於09年1月被外借至KRC亨克。

## 外部連結
- 西維爾球會官方網頁 迪梅爾資料
- 阿積士球會官方網頁 迪梅爾資料